# Karl-Erik Nygren
Karl-Erik Nygren, född 26 december 1910 i Gävle, död 26 april 1991 i Stockholm, var en svensk kommunalborgmästare och direktör. Han var bror till Gösta Nygren och Hildur Nygren.
Efter studentexamen i Gävle 1929 blev Nygren juris kandidat vid Uppsala universitet 1933. Han var verksam som advokat i Gävle 1934–42, var kommunalborgmästare i Sandviken 1943–61, verkställande direktör för Högbo Bruks AB 1946–61, ekonomidirektör vid Nordiska museet 1962–63 och i stiftelsen Skansen 1964–75 (t.f. 1963). Han tillhörde stadsfullmäktige i Gävle stad 1939–42 och var ordförande i länsskolnämnden i Gävleborgs län 1958–61.
Nygren är gravsatt i minneslunden på Galärvarvskyrkogården i Stockholm.